# Красний Кут (Краматорський район)
Кра́сний Кут — село Дружківської міської громади Краматорського району Донецької області, Україна. Населення становить 71 осіб. Орган місцевого самоврядування — Райська селищна рада. Відстань до Дружківки становить близько 4 км і проходить автошляхом місцевого значення.

## Населення
За даними перепису 2001 року населення селища становило 71 особа, із них 77,46 % зазначили рідною мову українську, 22,54 % — російську

## Відомі особистості
Уродженцем Красного Кута є о. Кость Шарай (Шараєв, 1879-1937) - один з чільних діячів Української автокефальної православної церкви (УАПЦ) на Січеславщині. Репресований.
У поселенні народилась Глядковська Ганна Іванівна (1886—1962) — історик революційного та робітничого рухів.